# Nifuratel
-1,3-oxazolidin-2-one
| image = Nifuratel.svg
| width = 275
| tradename = 
| Drugs.com = Tên thuốc quốc tế
| pregnancy_AU = 
| pregnancy_US = 
| pregnancy_category = 
| legal_AU = 
| legal_CA = 
| legal_UK = 
| legal_US = 
| legal_status = 
| routes_of_administration = 
| bioavailability = 
| protein_bound = 
| metabolism = 
| elimination_half-life = 
| excretion = 
| CAS_number = 4936-47-4
| CAS_number_Ref = 
| ATC_prefix = G01
| ATC_suffix = AX05
| PubChem = 6433427
| DrugBank = 
| DrugBank_Ref =  
| ChemSpiderID = 4938579
| UNII = U60U6P08SP
| UNII_Ref =  
| KEGG = D01050
| KEGG_Ref =  
| C = 10
| H = 11
| N = 3
| O = 5
| S = 1
| molecular_weight = 285.28 g/mol
| SMILES = CSCC1CN(C(=O)O1)/N=C/C2=CC=C(O2)[N+](=O)[O-]
| StdInChI = 1S/C10H11N3O5S/c1-19-6-8-5-12(10(14)18-8)11-4-7-2-3-9(17-7)13(15)16/h2-4,8H,5-6H2,1H3/b11-4+
| StdInChIKey = SRQKTCXJCCHINN-NYYWCZLTSA-N
| verifiedrevid = 444454940
}}
Nifuratel (tên thương hiệu Macmiror, hoặc - kết hợp với nystatin, - Macmiror Complex) là một loại thuốc được sử dụng trong phụ khoa. Nó là một chất chống độc và kháng nấm tại địa phương cũng có thể được dùng bằng đường uống. Nifuratel không được chấp thuận sử dụng tại Hoa Kỳ.
Nifuratel dường như có phổ kháng khuẩn rộng và có hiệu quả chống lại Chlamydia trachomatis và Mycoplasma spp. cũng như nhiễm nấm từ Candida spp. 
Dùng bằng đường uống, hoặc như một thuốc đặt âm đạo, nó được sử dụng trong điều trị một loạt các bệnh nhiễm trùng đường tiết niệu, đặc biệt là nếu không có chẩn đoán chính xác. Ví dụ, nó có thể được sử dụng trong điều trị cho phụ nữ có biểu hiện tiết dịch âm đạo khi không chắc chắn nguyên nhân là do Trichomonas vagis hay Candida như Candida albicans.
Tác dụng phụ dường như là tối thiểu hoặc không tồn tại và nó có một hồ sơ độc tính an toàn.